# Wapen van Sleen

Wapen van Sleen

Het wapen van Sleen bestaat uit een ontwerp van G.A. Bontekoe van de voormalige gemeente Sleen. De beschrijving luidt: 
"In azuur drie aanziende zilveren ramskoppen. Het schild gedekt door een gouden kroon van drie bladeren en twee parels en gehouden door twee wilden, omkranst en omgord met loof en in de vrije hand eene knots over den schouder houdende, alles van natuurlijke kleur."

## Geschiedenis
De schapenkoppen zijn een herinnering aan de schapenhouderij in Sleen, Noordsleen en Erm. In 1923 waren er nog drie kudden over, die het jaarlijks moeilijker kregen door de ontginning van de heide. De heide werd in het kader van werkverschaffing in een hoog tempo ontgonnen. De wildemannen staan symbool voor de drie hunebedden op het gebied van de voormalige gemeente. Het schild is gedekt met een gravenkroon. Op 22 oktober 1928 werd het wapen bij Koninklijk Besluit verleend aan de gemeente. In 1998 werd Sleen toegevoegd aan de gemeente Coevorden. De schildhouders van het wapen van Oosterhesselen en Sleen werden overgenomen in het nieuwe wapen van Coevorden.

## Verwante wapens
De schildhouders keren terug in het eveneens door dhr. Bontekoe ontworpen wapen van Oosterhesselen en later in het wapen van Coevorden:

Het wapen van Oosterhesselen
Het wapen van Coevorden

## Trivia
Het wapen van Sleen was het eerste gemeentewapen van de hand van G.A. Bontekoe, die niet lang daarvoor tot burgemeester van Sleen was benoemd. Hij zou in totaal meer dan 150 overheidswapens ontwerpen.